# Sheila Ritchie
Sheila Ritchie (ur. 18 maja 1957 w Perth) – brytyjska oraz szkocka polityk, prawniczka i działaczka samorządowa, posłanka do Parlamentu Europejskiego IX kadencji.

## Życiorys
Absolwentka studiów prawniczych na Uniwersytecie w Aberdeen. Pracowała w firmach Iain Smith & Company oraz Alistair Gibb & Co. Później współtworzyła firmę prawniczą Grant Smith Law Practice, w której została partnerem i dyrektorem. Działaczka szkockiego oddziału Partii Liberalnej i następnie Liberalnych Demokratów. Była radną dystryktu Gordon i członkinią Europejskiego Komitetu Ekonomiczno-Społecznego. W wyborach w 2019 uzyskała mandat posłanki do Parlamentu Europejskiego IX kadencji.